# Violent Criminal Apprehension Program
El Violent Criminal Apprehension Program (ViCAP) o programa de detenció de criminals violents, és una unitat de l'⁣Oficina Federal d'Investigació dels Estats Units responsable de l'anàlisi de delictes sexuals i violents en sèrie, amb base al Centre Nacional per a l'Anàlisi de Crimes Violents (NCAVC) del Critical Incident Response Group (CIRG).
ViCAP va ser creat el 1985 per l'⁣FBI amb seu a Quantico (Virginia). Pierce Brooks va ser designat com a primer director, principalment perquè, com a detectiu d'homicidis a Los Angeles, havia estat el primer a proposar la idea. Brooks es va inspirar en el cas Harvey Glatman en el qual havia treballat, i quan es va adonar que els homicidis en sèrie es podien relacionar amb els seus aspectes de signatura. Brooks obtindria més tard una subvenció del govern de 35.000 dòlars per fer realitat la seva idea. El 1982 es va reunir amb Robert Ressler per discutir la idea i va ser convençut per Ressler que ViCAP s'havia d'ubicar a Quantico, a diferència de Lakewood que era on Brooks originalment planejava allotjar-lo.
El programa seria dissenyat per rastrejar i correlacionar informació sobre crims violents, especialment assassinats en sèrie. L'FBI proporcionaria el programari per a la base de dades, que és àmpliament utilitzat per les agències d'aplicació de la llei estatals i locals per recopilar informació sobre:
- casos d'agressió sexual
- Homicidis resolts i no resolts, especialment els que impliquen un segrest o si són aparentment sense motiu, sexuals o aleatoris, o se sospita que formen part d'una sèrie
- persones desaparegudes, on se sospita de crims
- persones no identificades, on se sospita de joc brut

Els funcionaris dedicats a l'aplicació de la llei poden introduir els casos que s'ajusten a aquestes categories al sistema i comparar-los amb altres casos per intentar correlacionar i fer coincidir possibles connexions. ViCAP ha estat una eina per resoldre molts casos, inclosos casos de dècades d'antiguitat i casos en estats molt separats. ViCAP és particularment valuós per identificar i fer el seguiment d'assassins en sèrie, on víctimes separades podrien no estar connectades com a part del mateix patró.
L'esmentat patró que vincula els homicidis en sèrie és el que s'anomena comunament "signatura". ViCAP opera amb el coneixement que els homicidis en sèrie són gairebé sempre impulsats per sexualitat i control, i mostren una signatura constant en evolució present en cada assassinat.
A l'estiu de 2008, el programa ViCAP va posar la seva base de dades a disposició de totes les agències d'aplicació de la llei mitjançant un enllaç segur a Internet. Això ha permès l'accés en temps real a la base de dades i permet a les agències introduir i actualitzar casos directament a la base de dades.